# Henri Decremps
Henri Decremps (né le 1er avril 1746 à Béduer dans le Quercy et mort en septembre 1829 à Paris) était un magicien français du XVIIIe siècle, qui dévoila son art dans un ouvrage célèbre, La Magie blanche dévoilée, en 1784.

## Biographie
Fils de Jean Decremps (né en 1710), notaire royal à Figeac, et de Marie Taillade, Henri Descremps est l'auteur de La Magie blanche dévoilée, qui dressa une liste des premières techniques de tricherie, comme les faux mélanges, les sauts de coupe, la donne en second...
Il était juriste, mathématicien et licencié en Droit. Il fut attaché à l'ambassade de France auprès de la Cour d'Angleterre en qualité de secrétaire interprète avant de revenir en France en 1783.
Dans La Magie blanche dévoilée — ouvrage qui obtint un très grand succès à l'époque — il donne l’explication de toutes les expériences du chevalier Joseph Pinetti, prétendu physicien, mais escamoteur fort habile. Il y dévoile tous les tours de cartes, de gobelets et de gibecières etc. ... qui faisaient alors l’amusement des sociétés les plus distinguées.

## Son œuvre
- La Magie blanche dévoilée, Henri Decremps, Paris, 1784 (°).
- Supplément à la Magie blanche dévoilée, ibid., Paris, 1785 (°).
- Testament de Jérôme Sharp, Professeur de Physique amusante, ibid., Paris, 1786.
- Le Parisien à Londres, ou Avis aux Français qui vont en Angleterre, contenant le parallèle des deux plus grandes villes de l’Europe, Amsterdam et Paris, ibid., 1784, 2 vol. (réed. 1789).
- Codicile de Jérôme Sharp, ibid., 1788.
- La science sans-culotisée. Premier essai sur les moyens de faciliter l’étude de l’astronomie et d’opérer une révolution dans l’enseignement, ibid., Paris, 1794.
- Les petites aventures de Jérôme Sharp, ibid., Bruxelles et Liège, 1798.
- Diagrammes chimiques, ou Recueil de 360 figures qui expliquent succinctement les expériences par l’indication des agents et des produits à côté de l’appareil, et qui rendent sensible la théorie des phénomènes', ibid., Paris, 1822.

(°) Ces deux ouvrages ont été réédités dans Magie blanche et amusements physiques, Joseph Pinetti et Henri Descremps, réédition intégrale de trois livres (La Magie Blanche Dévoilée (1784) d'Henri Decremps, Amusements Physiques (1784) de Joseph Pinetti, Supplément à la Magie Blanche Dévoilée (1785) d'Henri Decremps), annotée par Philippe Saint-Laurent, Editions Joker Deluxe, 1998.

## Pour approfondir